# 8 Dywizjon Artylerii Ciężkiej (1939)
8 dywizjon artylerii ciężkiej (8 dac) – pododdział artylerii okresu kampanii wrześniowej 1939.
Dywizjon nie występował w pokojowej organizacji wojska. Został sformowany przez 1 pułk artylerii ciężkiej z Modlina dla potrzeb 8 Dywizji Piechoty.

## 8 dac w kampanii wrześniowej

### Mobilizacja
1 pułk artylerii ciężkiej w ramach mobilizacji alarmowej w grupie "niebieskiej"  w czasie od A+30 do A+42 w dniach 24-27 sierpnia 1939 roku, zmobilizował 8 dywizjon artylerii ciężkiej jako jednostkę organiczną artylerii 8 Dywizji Piechoty. Mobilizację prowadzono w miejscowości Rybitwy koło Modlina. Mobilizacja była zgodna z należnościami i stanem etatowym, z wyjątkiem koni i wozów z poboru nie spełniających wymogów artylerii ciężkiej. 29 sierpnia 8 dac wyruszył do rejonu koncentracji 8 DP w rejonie Płońska, wszedł wraz z macierzystą dywizją w skład Armii "Modlin".

### Działania bojowe
O świcie 30 sierpnia osiągnął nakazany rejon. Następnej nocy maszerował do rejonu Ościsłowo, Rydzewo 12 km na zachód od Ciechanowca. W nocy 1/2 września 1939 roku 8 dac wraz z 21 pułkiem piechoty maszerował na zachód od lasu opinogórskiego do miejscowości Niedzbórz. Następnej nocy wykonywał dalszy marsz osiągając o świcie 3 września rejon Koziczyna. Od południa 3 września dywizjon prowadził już ogień do nieprzyjaciela atakującego od północy, niszcząc kilkanaście pojazdów. Podczas walki, stanowiska baterii znalazły się kilkakrotnie w ogniu artylerii niemieckiej. Dywizjon wspierał także natarcie 13 pułku piechoty na Grudusk. Mjr Niewodniczański otrzymał rozkaz marszu do Sulmierza, w trakcie marszu ok. godz. 23.00 od strony Gruduska pojawiły się niemieckie wozy pancerne, które wywołały panikę wśród żołnierzy 13 pp. Panika ogarnęła też częściowo 8 dac, w jej wyniku utracił dywizjon 25% stanu osobowego. Żołnierze ci dotarli do Modlina lub Warszawy. 
4 września 8 dywizjon dotarł do Regumin, skąd pomaszerował do Glinojecka, gdzie był zbombardowany przez lotnictwo niemieckie, poniósł straty osobowe i w koniach. Wieczorem osiągnął Płońsk. Rano 5 września, dywizjon dotarł do Modlina, gdzie powtórnie wcielił część zbiegłych żołnierzy spod Gruduska oraz w oddziale zbierania nadwyżek 1 pac uzupełnił stan osobowy, konie i sprzęt. 7 września dywizjon zajął stanowiska ogniowe w rejonie Kazunia Niemieckiego i obserwacyjne w twierdzy Modlin. 11 września wspierał ogniem artylerii obronę batalionów; VI i VII 32 pułku piechoty w Zakroczymiu ostrzeliwując oddziały niemieckiej 32 DP. Przez pozostałe dni obrony Modlina, wspierał własną piechotę na stanowiskach obronnych w twierdzy, a także zwalczał niemiecką artylerię. W trakcie obrony Modlina poległ dowódca 1 baterii armat ppor. F. Ruszkowski i 5 kanonierów, rannych zostało oficer i 13 kanonierów. W nocy 29 września żołnierze 8 dac zniszczyli sprzęt i uzbrojenie, w chwili kapitulacji Modlina.

### Obsada personalna
| Obsada personalna  | Obsada personalna                                 | Obsada personalna                            |
| Stanowisko etatowe | Stopień, imię i nazwisko                          | Uwagi                                        |
| ------------------ | ------------------------------------------------- | -------------------------------------------- |
| dowódca dywizjonu  | mjr art. Władysław Niewodniczański                |                                              |
| adiutant           | ppor. Franciszek Ruszkowski                       | od 5 IX dowódca 1 baterii, †5 lub 25 IX 1939 |
| oficer zwiadowczy  | ppor. Bronisław Stanisław Mraczek                 | Podokręg Zachodni Armii Krajowej             |
| oficer łączności   | ppor. Mieczysław Józef Stefan Franz               | od 10 IX 1939 adiutant, niemiecka niewola    |
| dowódca 1 baterii  | por. Eugeniusz Małecki                            | do 5 IX 1939, chory, niemiecka niewola       |
| oficer ogniowy     | ppor. rez. Włodzimierz Antoni Piotr Kościałkowski |                                              |
| dowódca 2 baterii  | por. Józef Kurtyka                                | niemiecka niewola                            |
| oficer ogniowy     | ppor. rez. Jan Misiurewicz                        |                                              |
| dowódca plutonu    | plut. pchor. / ppor. rez. Stefan Janiszewski      |                                              |